# Bad Frankenhausen/Kyffhäuser
Bad Frankenhausen/Kyffhäuser település Németországban, azon belül Türingiában. Lakosainak száma 10 042 fő (2023. december 31.). Bad Frankenhausen/Kyffhäuser Reinsdorf és Artern/Unstrut községekkel határos.

## Fekvése
Erfurttól északra, Sondershausen keleti szomszédjában fekvő település.

## Története

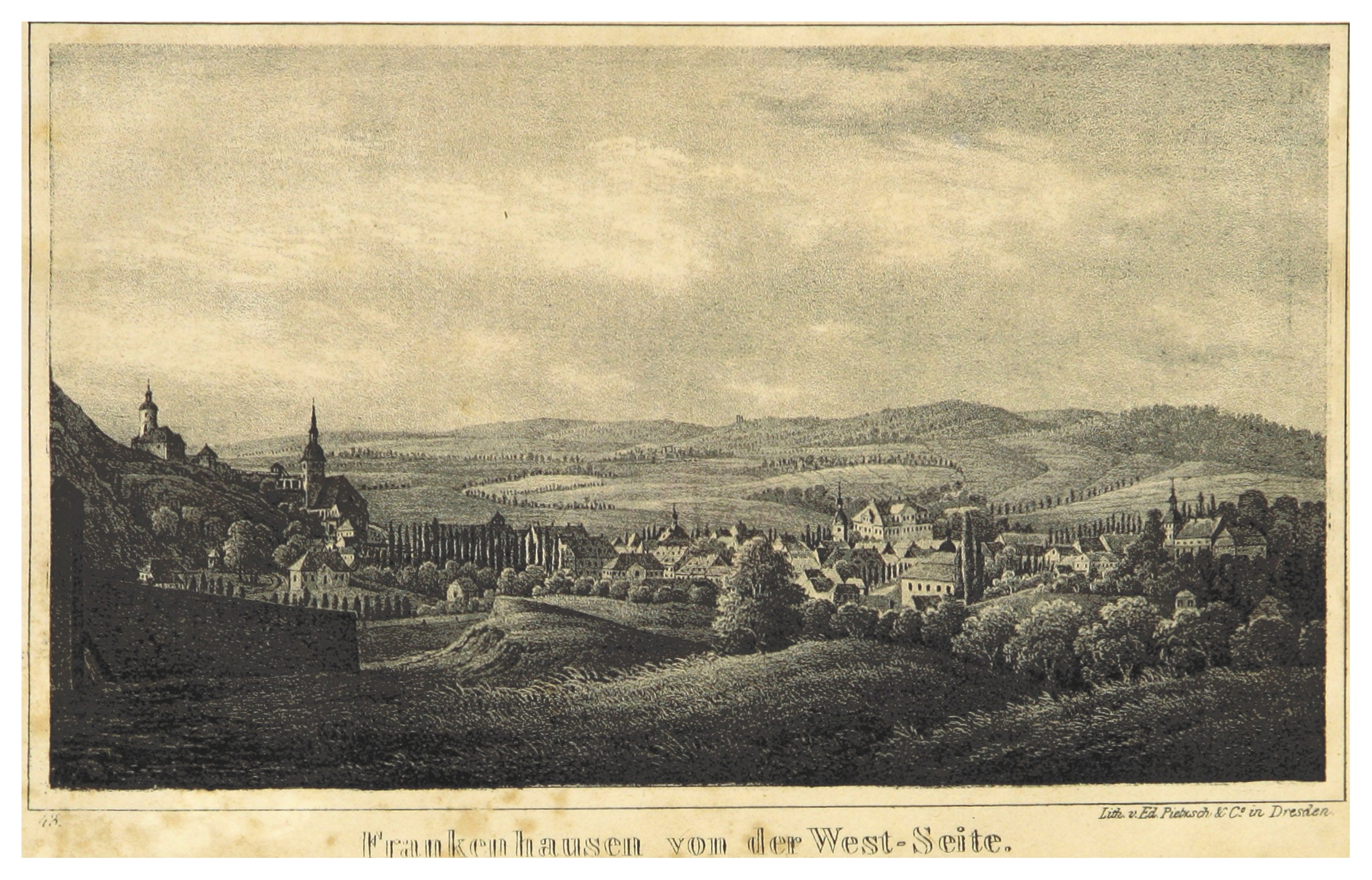
A Város látképe egy régi metszeten

Nevét az oklevelek Fulda kolostorának 8. századból való oklevelében említették először.
531-ben, a thüringiai birodalom szétverése után ezen a helyen, ahol sós források fakadtak frank telepesek építettek várat. A helység a 12. században városjogot, 1225-ben pedig pénzverési kiváltságot is kapott.
1200 körül Beichlingen grófjai cisztercita rendi apácakolostort alapítottak itt, majd 1340-ben a várost sós forrásaival együtt Scwarzburg grófjainak adták el, s az övék is maradt egészen 1918-ig. Városfalat is építettek, amelyen belül helyezkedett el a sós forrás körüli felsőváros (Oberstadt). 1526-ban, a nagy német parasztháború alatt a város és a Kyffhäuser hegység a felkelés egyik központja volt.
A város sós fürdőjét 1818-ban alapították. 1864-ben rendezték be a városban az első gyöngyházgomb üzemet, melyet később több hasonló is követett.

## Nevezetességek
- Vár - az egykori vár felhasználásával a Schwarzburgok építették, majd egy 1689-es tűzvész után egyszerű barokk stílusban kastéllyként alakították újjá.
- Óvárosi templom (Altstädter Kirche) - Thüringia legrégibb egyházi építményei közé tartozik.
- Alsótemplom (Unterkirche)
- Ferenc-rendi kolostor

## Galéria

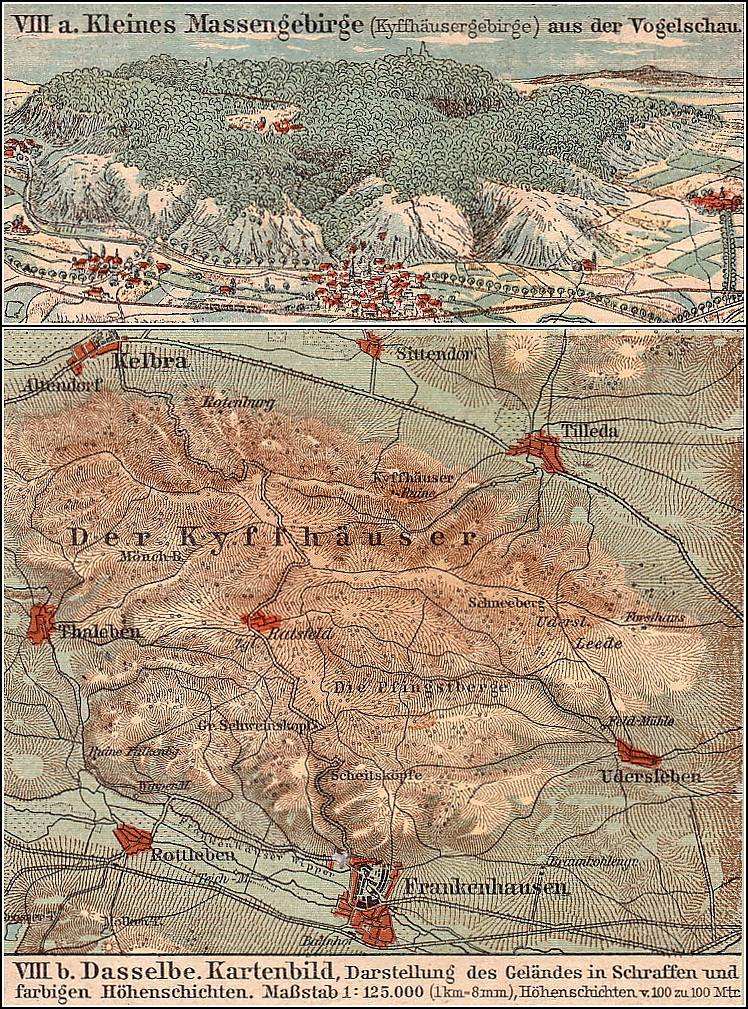
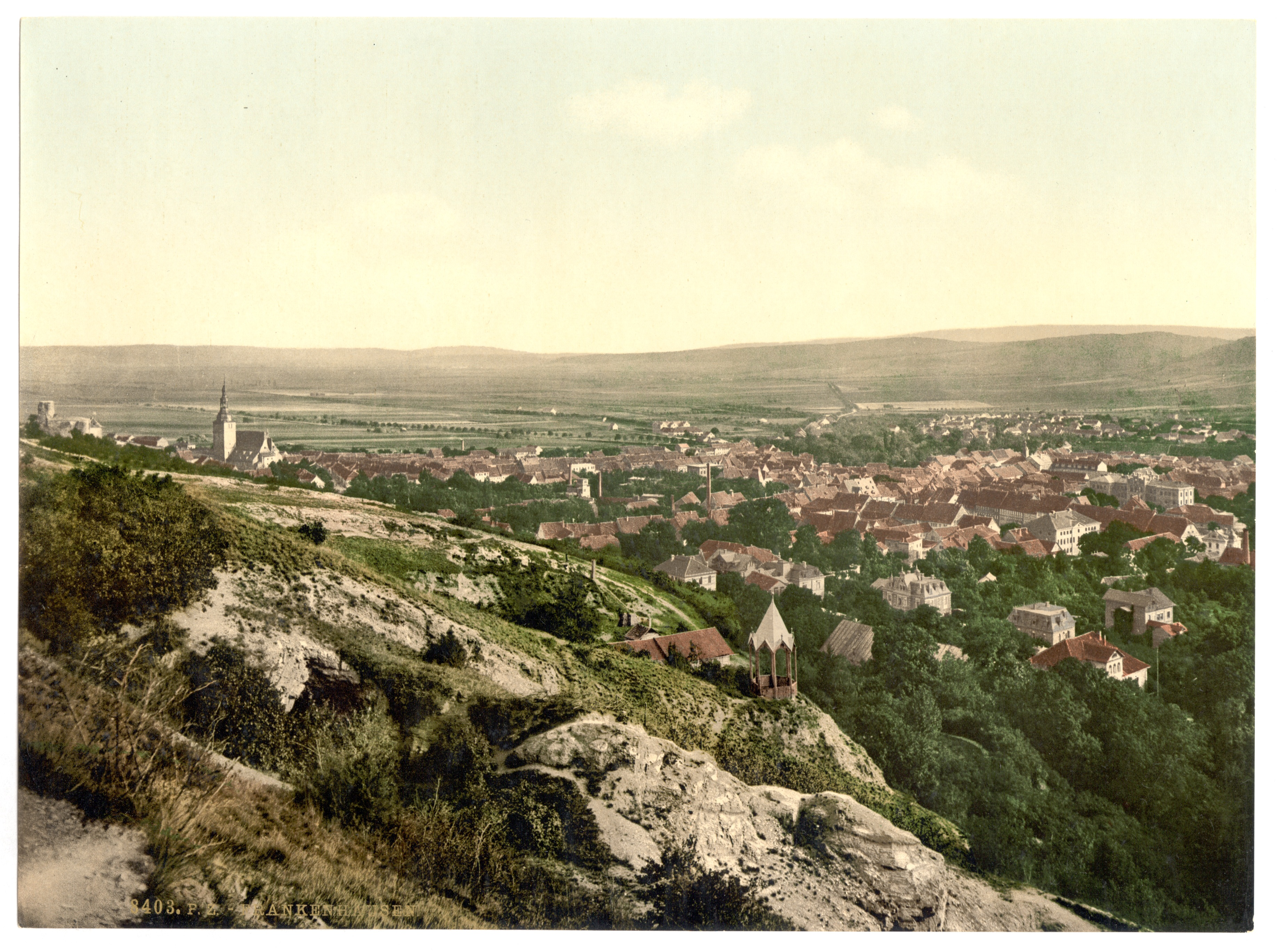
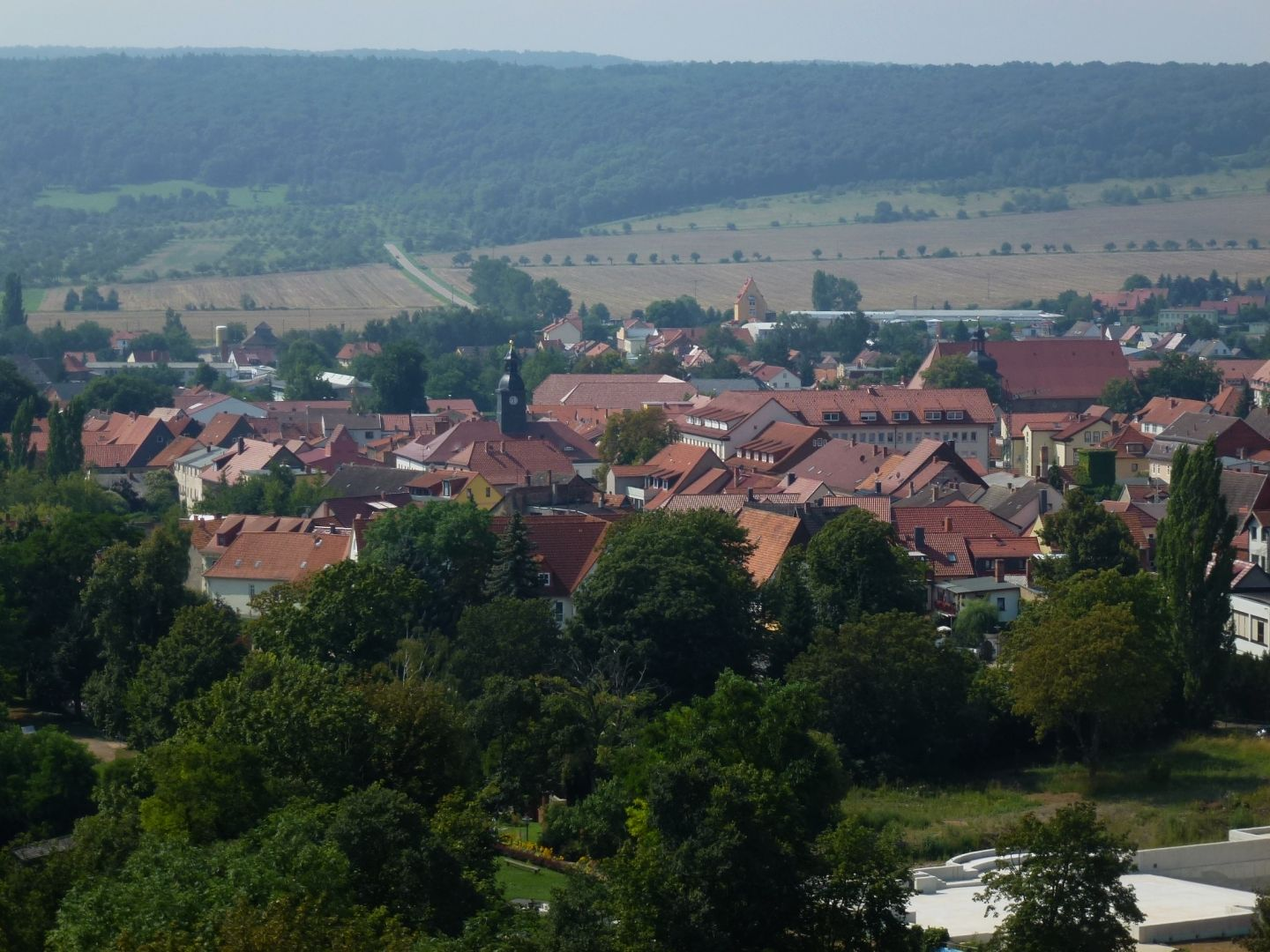
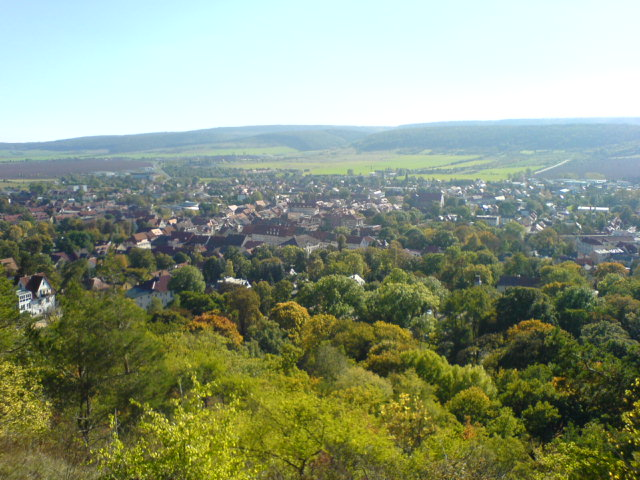
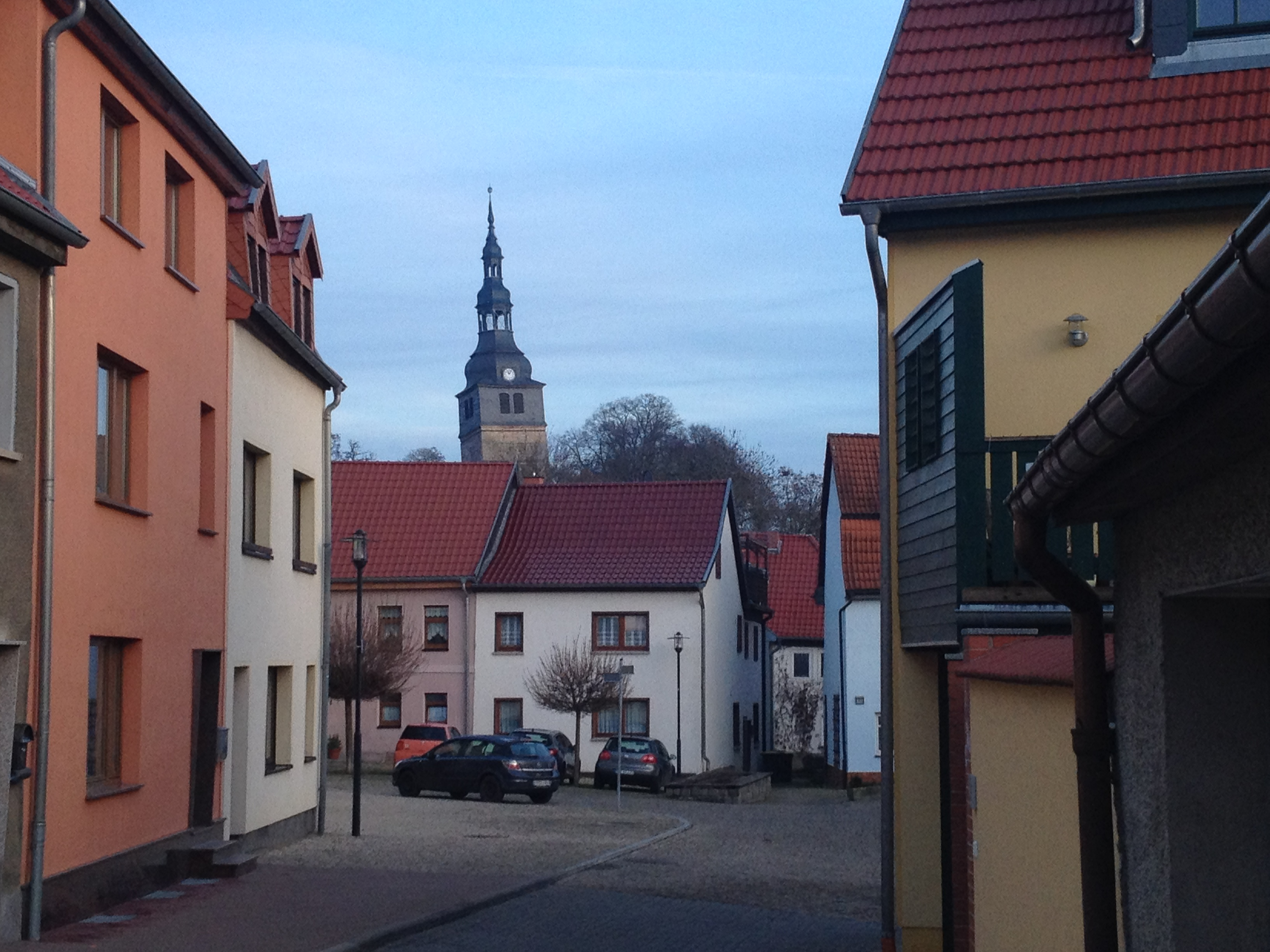
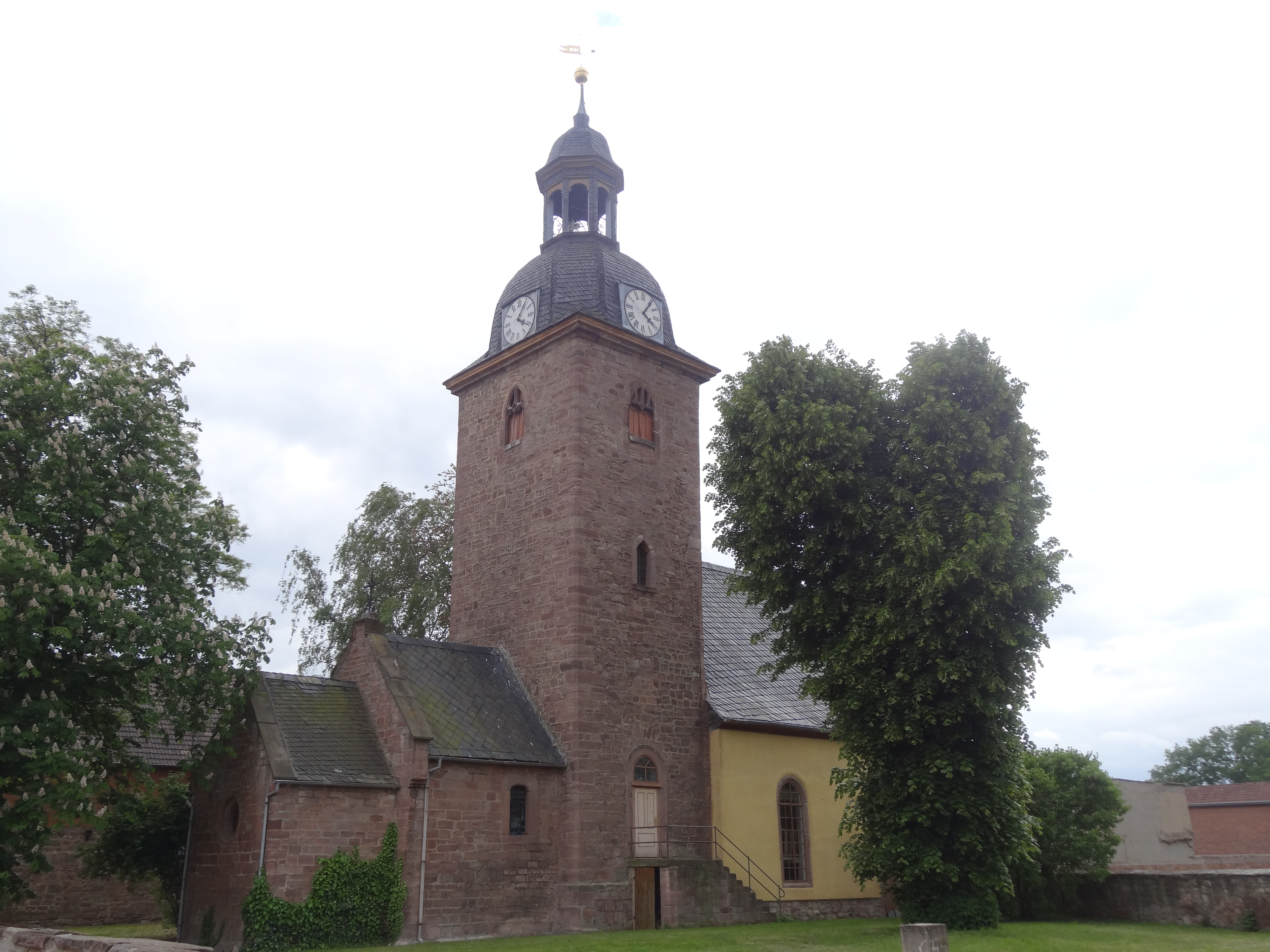
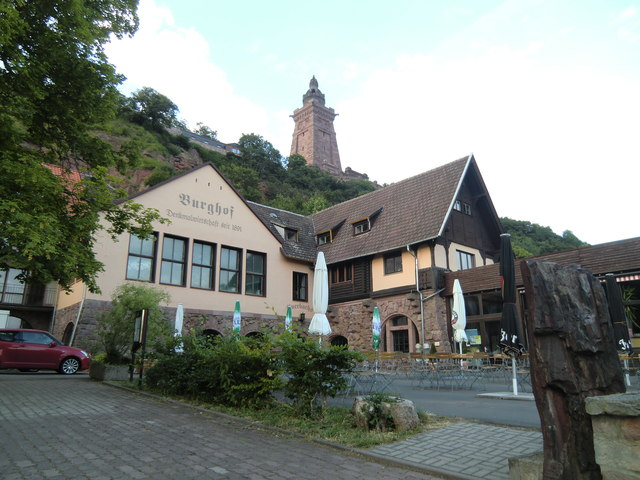
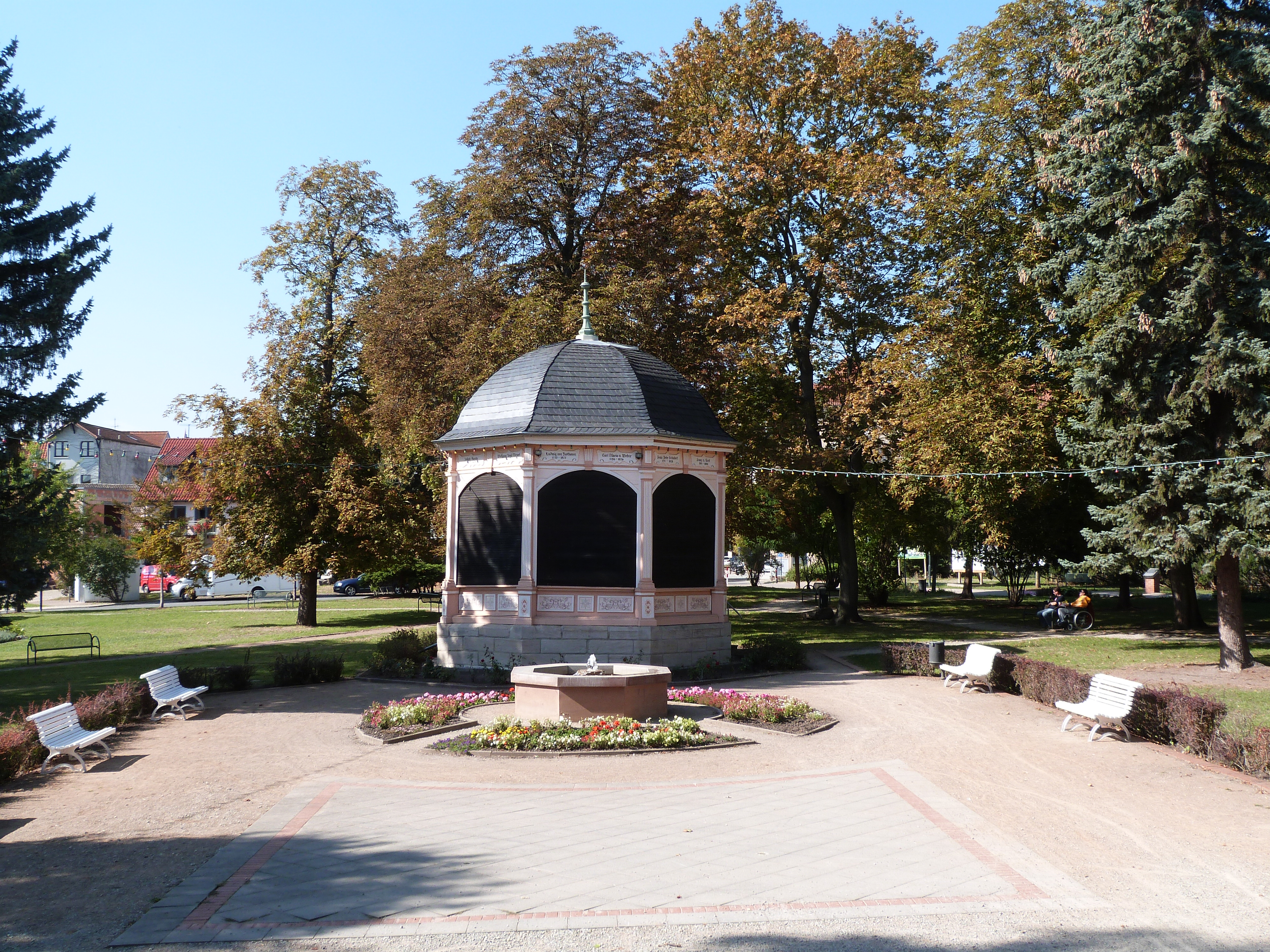
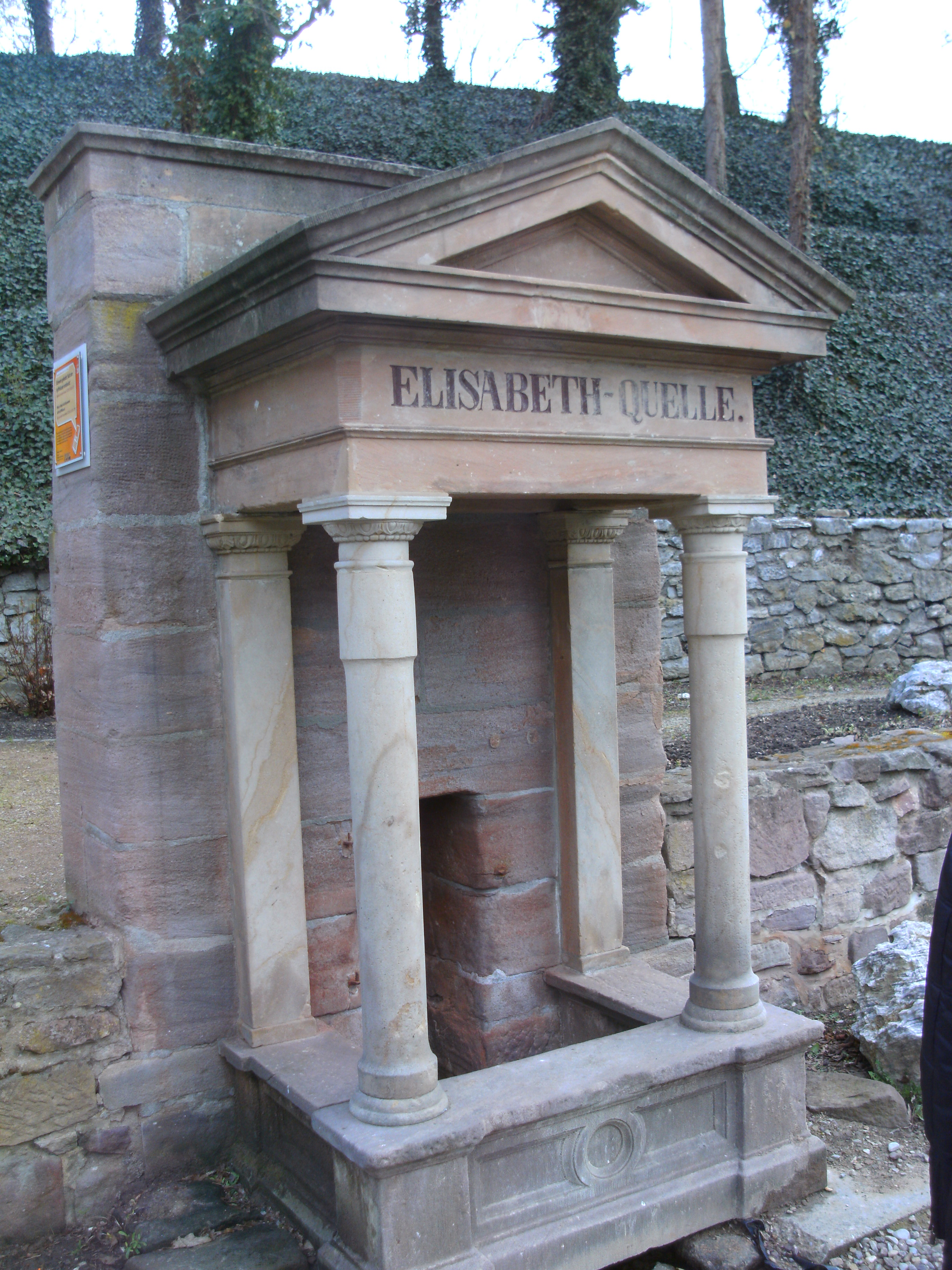
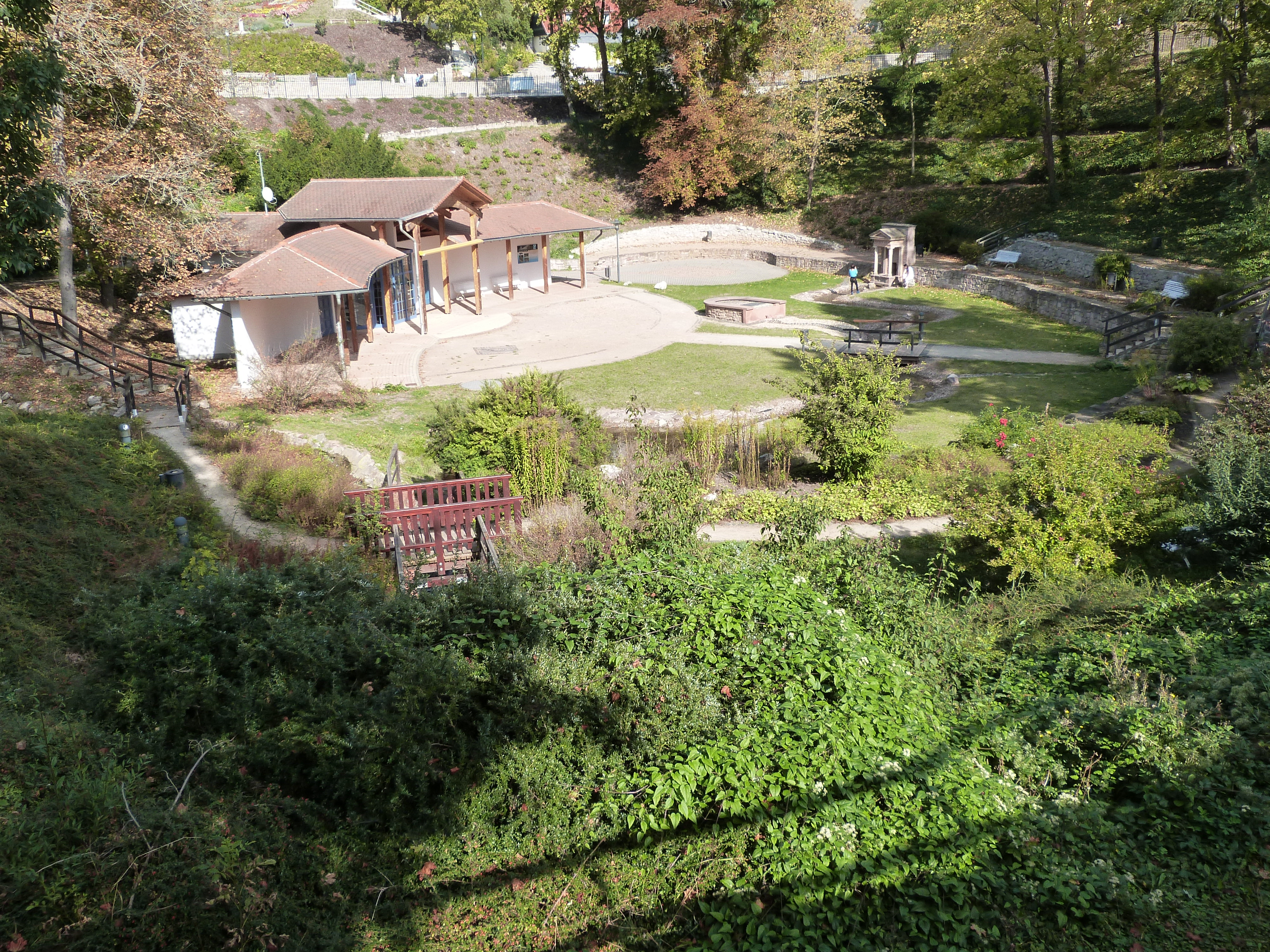

## Népesség
A település népességének változása:
| Lakosok száma | 8792 | 8893 | 10 230 | 9951 | 9995 | 10 042 |
|               | 2015 | 2017 | 2019   | 2021 | 2022 | 2023   |